# Kaple Nanebevstoupení Páně (Kopřivná)
Kaple Nanebevstoupení Páně nazývaná Matzekova kaple stojí na svahu kopce (683 m n. m.) u silnice II/446 v úseku mezi obcí Kopřivná a Lužná v okrese Šumperk. Je kulturní památkou České republiky.

## Historie
Vznik kaple se datuje do první poloviny 19. století. Měl ji postavit sedlák Matzek na památku jeho manželky, která zemřela při morové epidemii. Při opravě v roce 1971 došlo k odstranění některých architektonických prvků jako pilastrů, zjednodušení korunní římsy ap.

## Popis
Kaple je samostatně stojící zděná omítaná klasicistní stavba postavena ze smíšeného zdiva na půdorysu obdélníku o rozměrech 340 × 410 m. Fasáda je omítnutá hrubou cementovou omítkou v barvě šedé a bílé, je zdobena lizenovými rámy (dříve v rozích byly pilastry s nízkou římsovou hlavicí) a ukončena jednoduchou obíhající korunní římsou (dříve profilovanou). Kaple má sedlovou střechu nad závěrem zvalbenou, krytou plechem. Vstupní průčelí má obdélný vstup ukončený půlkruhovým záklenkem, dveře jsou jednokřídlé se zamřížovaným půlkruhovým okénkem. Nad dveřmi je korunní římsa krytá plechem a nad ní je trojúhelníkový štít s výklenkem s konchou. Štít byl původně lichoběžníkový s malou valbou, nad kterou byl železný kříž se dvěma vodorovnými břevny.
Vnitřek kaple je zaklenut valenou klenbou s výsečemi, v rovném závěru kaple je zděná oltářní mensa. V bočních stěnách jsou výklenky s půlkruhovým zakončením.